# Carles Fité Castellana
Carles Fité Castellana (Sabadell, Vallès Occidental, 4 de novembre de 1978) és un periodista català que col·labora en diferents mitjans. Va treballar com a corresponsal d'esports de RAC 1 a Madrid i també a la cadena COPE des de 1998 fins a 2010, quan va deixar de ser sotsdirector d'esports de la cadena, el seu càrrec en aquell moment, després de la renovació de l'àrea d'esports de la COPE i l'entrada de Paco González com a responsable d'esports de la cadena.
Va començar la seva carrera a Matadepera Ràdio on transmetia els partits del CE Sabadell amb Toni Padilla. En aquesta emissora va ocupar càrrecs directius i va participar en diferents programes, com "Els més sonats" o les populars transmissions de la gala dels Oscars.
Posteriorment va començar a treballar a la redacció d'esports de la Cadena COPE a Barcelona. Durant un any va ser el micròfon sense fils en els partits del RCD Espanyol, tot i que va adquirir notorietat posteriorment en els partits del FC Barcelona. Durant un breu període va dirigir el programa Viatge en la nit a Ràdio Sabadell amb Toni Padilla, Quim Domènech i Raul Moreno.
El novembre del 2010 es va convertir en el corresponsal d'esports de RAC 1 a Madrid centrat en la informació sobre el Reial Madrid i també col·laborava puntualment a la tertúlia Futboleros de Marca TV. Es va presentar com alcaldable a les eleccions municipals de 2007 a Matadepera pel PAM (Proposta Activa de Matadepera). El dia 30 d'agost surt per primer cop al programa Punto Pelota (canal Interconomia).
Actualment apareix setmanalment al programa d'actualitat i entreteniment Onze, a Esport3, al Chiringuito de Jugones a Mega i presenta dos programes en col·laboració amb la Federació Catalana de Futbol: La Frontal, que s'emet per Esport3 i L'Orsai, que s'emet per La Xarxa.
És soci del CE Sabadell, club de la seva ciutat. A més, té una penya amb el seu nom fundada per aficionats argentins arlequinats.